# تيري براون (لاعب كرة قدم مواليد 1952)
تيري براون (بالإنجليزية: Terry Brown)‏ هو مدرب كرة قدم ولاعب كرة قدم بريطاني، ولد في 5 أغسطس 1952 في ناحية هيلينغدون في لندن في المملكة المتحدة. لعب مع نادي هايز.